# 顔たち、ところどころ
『顔たち、ところどころ』（かおたちところどころ、Visages Villages）は、アニエス・ヴァルダとJR監督による2017年のフランスのドキュメンタリー映画である。第70回カンヌ国際映画祭のコンペティション外で上映され、ルイユ・ドール賞を獲得した。フランス各地の農村を旅し、写真を撮るヴァルダとJRが描かれる。フランスでは2017年6月28日、アメリカ合衆国では2017年10月6日に公開された。第90回アカデミー賞長編ドキュメンタリー映画賞にノミネートされた。

## 評価

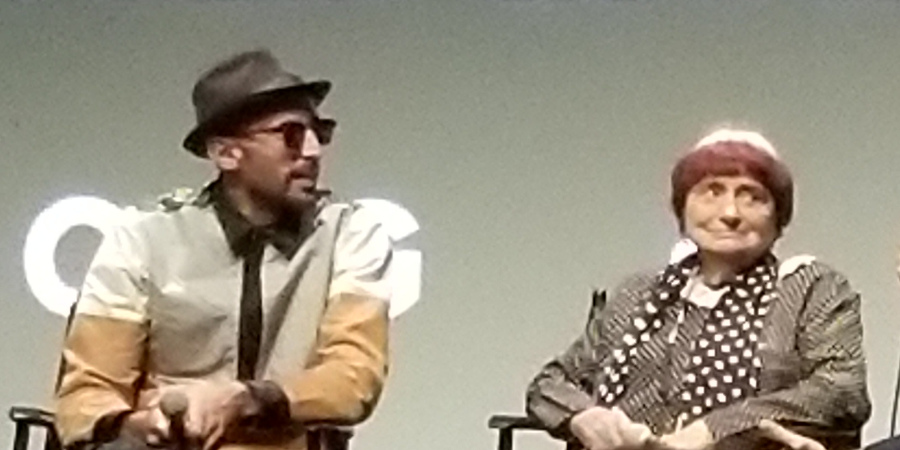
JR（左）とアニエス・ヴァルダ（右）。

Rotten Tomatoesでは86件の批評家レビューで支持率は100%、平均点は8.9/10となっている。Metacriticでは19件のレビューに基づき加重平均値は95/100となっている。
2017年のバンクーバー国際映画祭で国際ドキュメンタリー賞を獲得した。『タイム』誌は2017年のトップテン作品の1本に選んだ。